# Danmarks Meteorologiske Institut
Danmarks Meteorologiske Institut (DMI) är en dansk statlig myndighet i Köpenhamn med uppgift att ta fram prognoser för väder, vind och vatten samt klimat och miljö för Danmark och dess omkringliggande farvatten och luftrum. Organisationen grundades 1872 av Niels Hoffmeyer,[källa behövs] som också var dess förste föreståndare. Det sorterar under Klima-, Energi- og Forsyningsministeriet.
Vädersituationen i själva Danmark följs sedan 2011 med fem väderradarstationer: på Stevns, i Sindal, i Virring, på Rømø och på Bornholm.